# Krzyż pokutny w Stanowicach

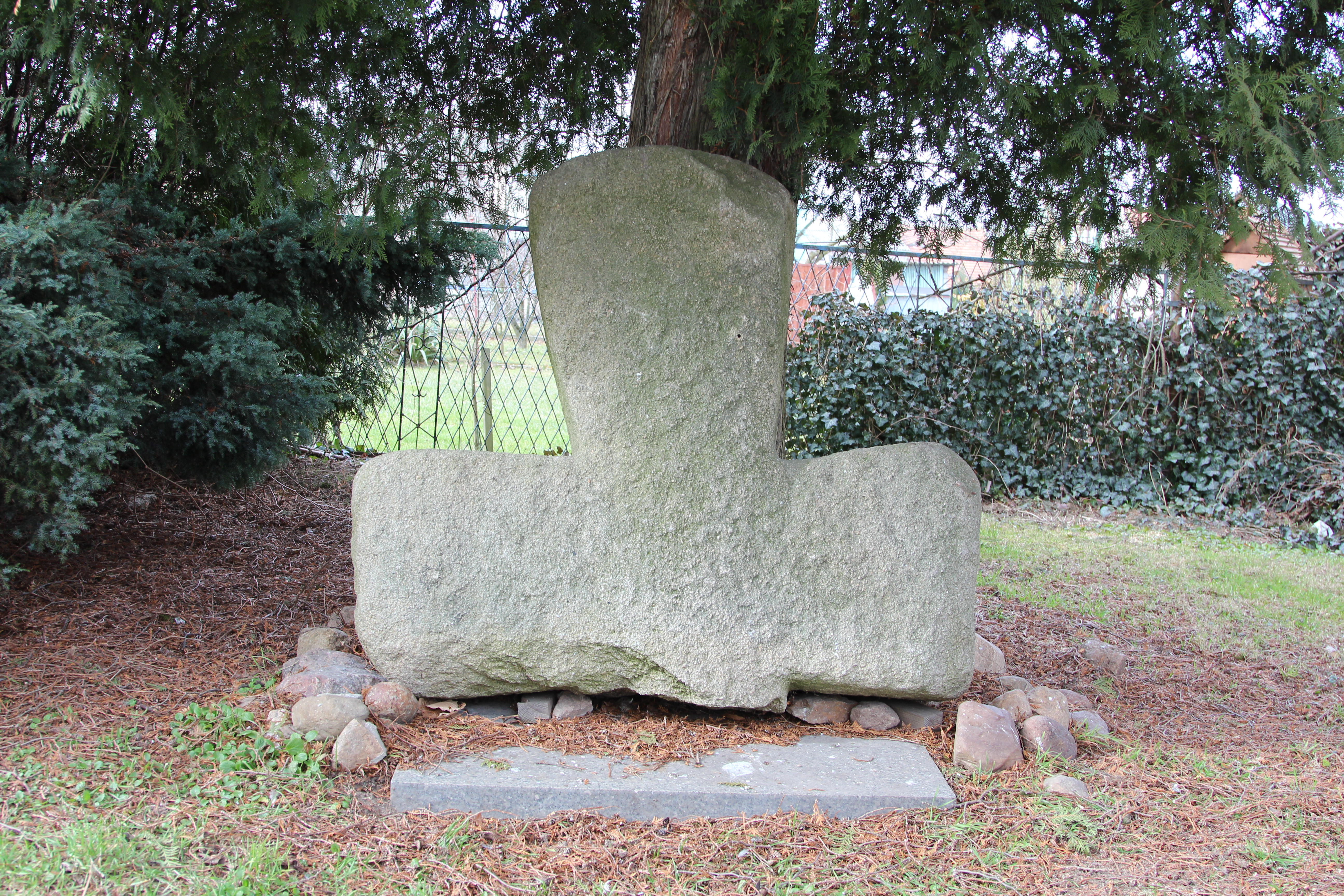
1. Krzyż kamienny w Stanowicach (fot. 2015)

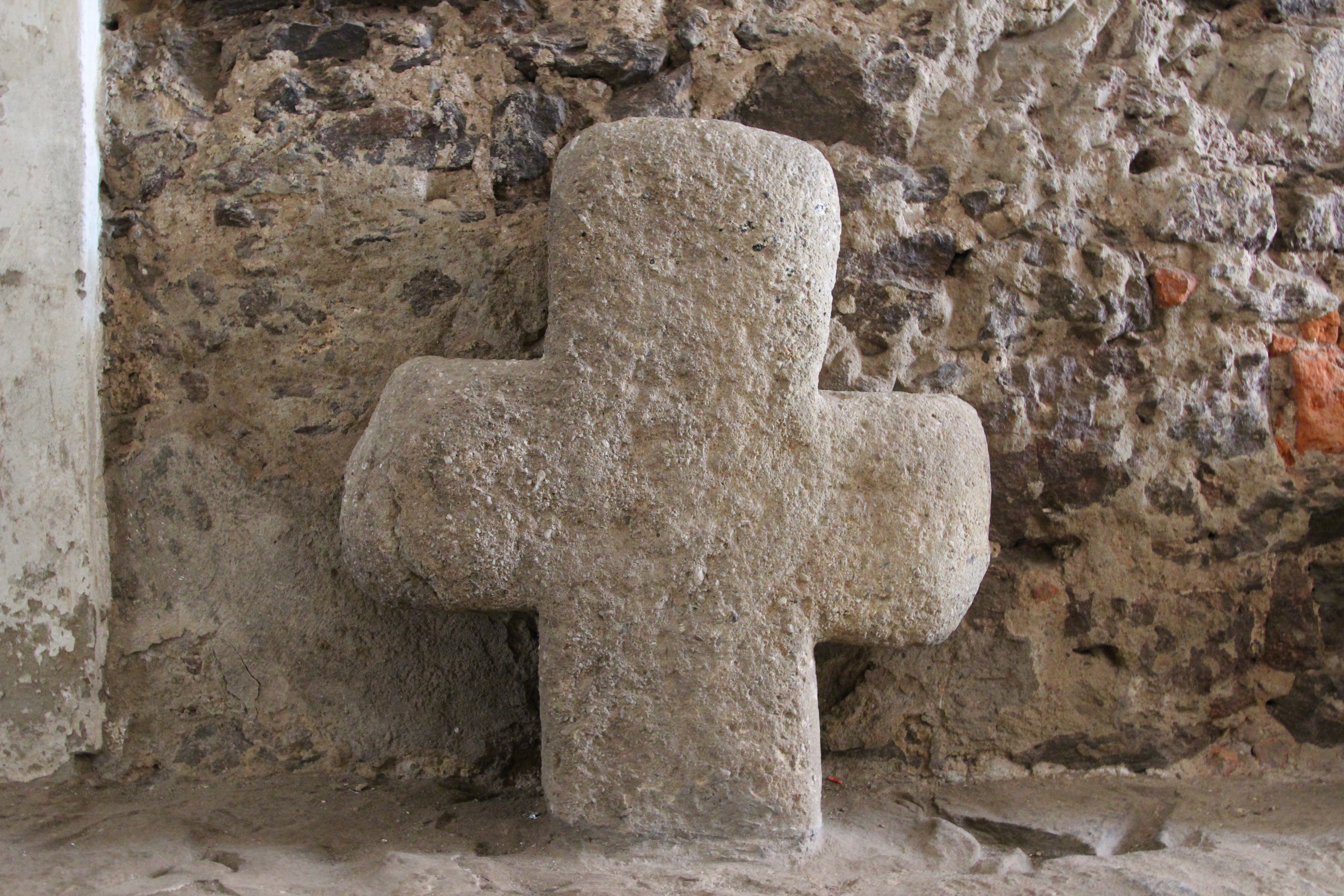
2. Krzyż kamienny ze Stanowic przeniesiony na Zamek Grodno w Zagórzu Śląskim (fot. 2015)

Krzyż pokutny w Stanowicach – niezidentyfikowany krzyż wystawiony w związku z umową ugodową spisaną 5 grudnia 1305 r.  w Strzegomiu przed księżną Beatrycze, żoną piastowskiego księcia Bolka I Surowego,  dotyczącą zabójstwa   w Stanowicach. Jest to najstarsza znana umowa ugodowa (kompozycyjna) z terenu Śląska. 

## Umowa
Umowy takie dopuszczało średniowieczne prawo, traktując zasadniczo zabójstwa jako przestępstwa prywatne, czyli takie, które godzą w interes jednostek, a nie władzy publicznej. Można ich było dochodzić na drodze sądowej, ale w związku ze słabością ówczesnego aparatu państwowego było to mało skuteczne. Prawo zwyczajowe dopuszczało nadal samopomoc w dochodzeniu krzywd, czyli w tym wypadku krwawy odwet, zemstę rodową. I właśnie w ich miejsce wchodziły, wraz z rozwojem społeczno-gospodarczym, zastępcze formy kar w postaci okupu jako sposobu wykupienia się od zemsty. Kara taka wymagała porozumienia (ugody, compositio) pomiędzy zabójcą a rodziną zabitego, zawieranego w postaci umowy przed przedstawicielem władzy. 
Umowa zawarta w 1305 r. w Strzegomiu dotyczy zabójstwa dokonanego przez joannitę, brata Konrada, zarządcę folwarku zakonnego w Pasiecznej na  młynarzu ze Stanowic, Konradzie de Langinberc. Skierowany do "wszystkich wyznawców Chrystusa" oryginał dokumentu księżnej  znajduje się w archiwum narodowym w Pradze (Národní archiv). Przedstawia on przebieg dochodzenia do porozumienia oraz streszcza postanowienia umowy ugodowej, według której krewni zabitego przyrzekli rezygnację z zemsty w zamian za kwotę 12 grzywien srebra dla jego żony i dzieci od komtura zakonu w Strzegomiu. Drobniejsze kwoty przeznaczone zostały dla rannego sługi oraz cyrulika. Dokument zawiera też następującą informację: super occisionis locum crux est locata (na miejscu zabójstwa znajduje się krzyż). Ten krzyż to przykład tzw. krzyża pokutnego, czyli wystawionego w wyniku umowy ugodowej związanej z zabójstwem. Należy  zaznaczyć, że nie wszystkie umowy ugodowe zawierały nakaz wystawienia krzyża (nie była to niezbędna część umowy), a w przypadku tych, które zawierały obowiązek upamiętnienia wydarzenia pomnikiem, nie musiał to być krzyż, lecz np. kapliczka, a bardzo często Marter, czyli kapliczka lub płyta z przedstawieniem ukrzyżowanego Chrystusa lub sceną męczeństwa któregoś ze świętych.

## Krzyż
Jak wynika z treści dokumentu księżnej Beatrycze, w Stanowicach na miejscu zabójstwa stał krzyż pokutny. Nie ma żadnych informacji o jakichkolwiek jego cechach charakterystycznych. Nie wiadomo nawet, z jakiego był materiału, a krzyże pokutne często były drewniane. Po II wojnie światowej w Stanowicach znajdował się kamienny krzyż, który  zaczęto utożsamiać z krzyżem pokutnym z umowy z 1305 r. Krzyż ten został przeniesiony, po rozbiórce muru, w którym się znajdował, 10 października 1974 r. do lapidarium Muzeum w Świdnicy, a 10 lipca 1986 r. został przewieziony do Zamku Grodno w Zagórzu Śląskim (fot. 2). W 1988 r. podczas prac ziemnych odnaleziono w Stanowicach drugi kamienny krzyż. Część, którą udało się wydobyć, umieszczono  na terenie przykościelnym (fot. 1). Sytuacja ta pokazała, na jak wątłych podstawach, a właściwie bez podstaw, dokonano klasyfikacji krzyża przewiezionego ostatecznie do Zamku Grodno, jako krzyża pokutnego. Niestety ten odnaleziony w 1988 r. krzyż znowu został bezrefleksyjnie potraktowany przez lokalnych miłośników historii jako pokutny, a lokalny patriotyzm motywuje ich do pisania rzeczy niemających żadnego uzasadnienia w znanych dokumentach i faktach, jak: "Jest to jak dotąd największy i najbardziej masywny krzyż pokutny, jaki odnaleziono nie tylko na Śląsku, ale w całej Europie. Po ewentualnej rekonstrukcji miałby 4 m wysokości, a ramiona 1,20 m szerokości.". W rzeczywistości nie wiadomo, który ze znanych dwóch krzyży kamiennych ze Stanowic jest krzyżem pokutnym z umowy z 1305 r. Bardzo prawdopodobne jest też, że żaden z nich nie jest krzyżem pokutnym, a krzyż upamiętniający zabójstwo młynarza w ogóle zaginął. Możliwe też, że w ogóle nie był kamienny.